# Comboio da Praia do Barril

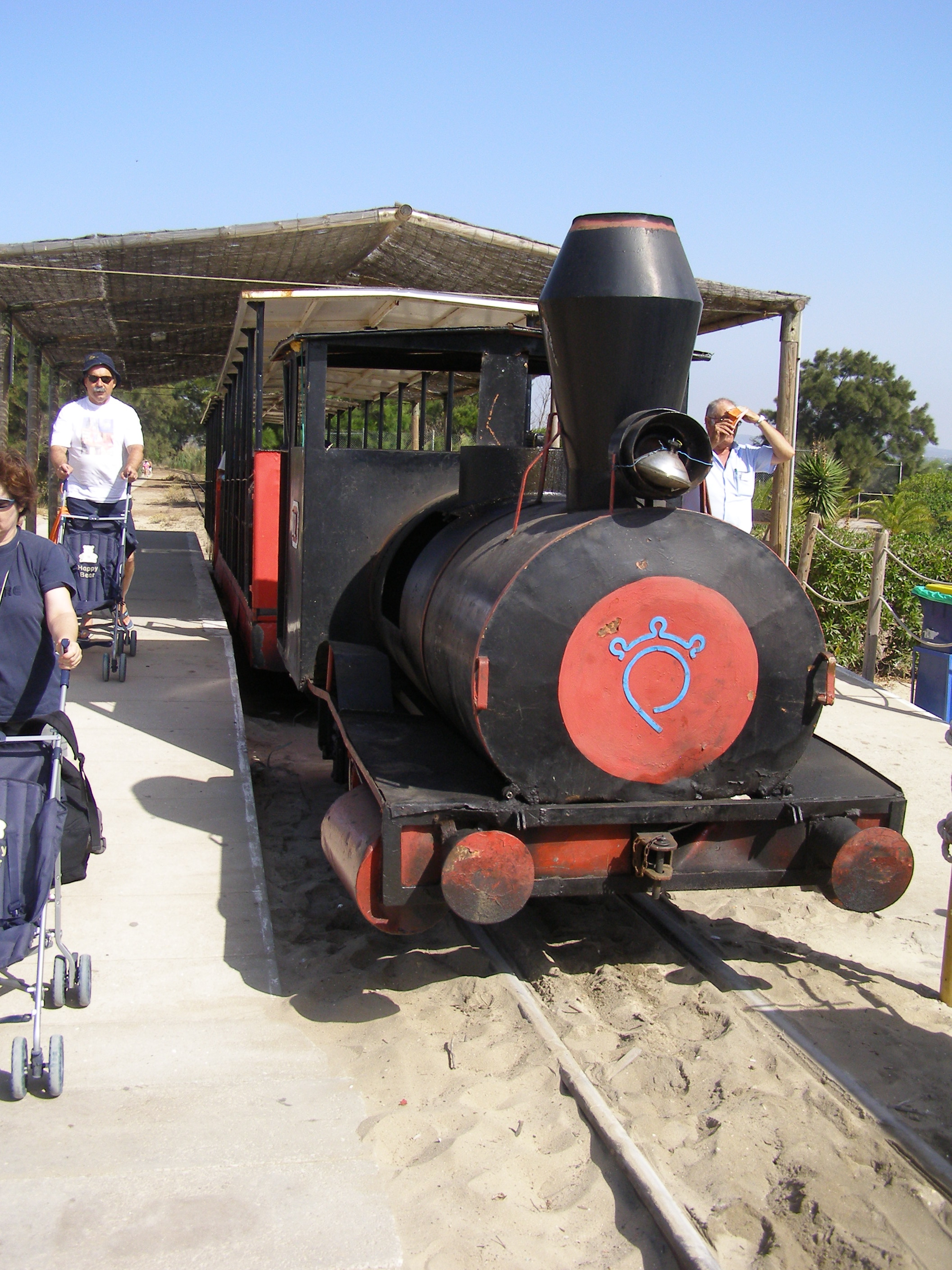
Locomotiva na estação da praia; note-se o logótipo da estância das Pedras d’el-Rei.

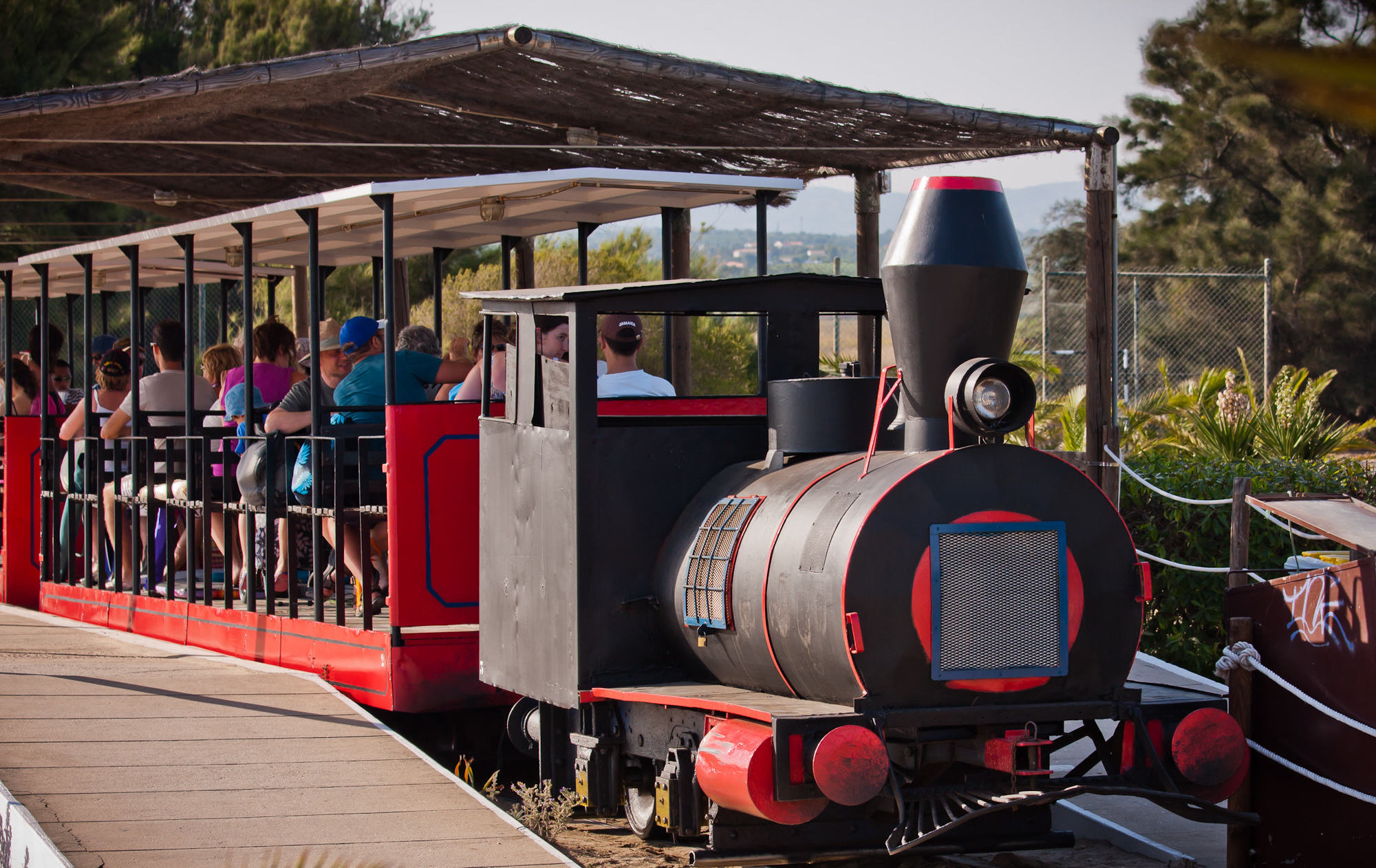
Trem de praia do Comboio da Praia do Barril

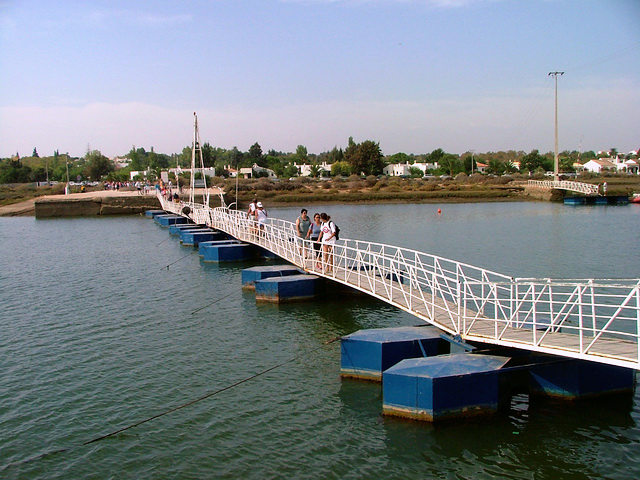
Ponte que atravessa a Ria Formosa; o bilhete inclui a sua travessia pedonal.

O comboio da Praia do Barril é uma ferrovia turística sazonal de bitola de 600 mm (sistema Decauville) que liga o cais frente a Pedras d’el Rei à Praia do Barril (na Ilha de Tavira, Portugal) ao longo de um trajecto de 1 km. É operado pela administração da estância Pedras d’el Rei durante a época balnear, em viagens com a duração de oito minutos e regresso feito em marcha à ré.
A linha foi construída com o objectivo inicial de servir a antiga armação de pesca do atum localizada na Praia do Barril, existente por volta dos anos 1920.
Não há interface com a Linha do Algarve, ferrovia da Refer que corre próximo, já que a linha do Comboio da Praia do Barril se situa exclusivamente na ilha e, embora o trajecto inclua comercialmente a travessia em barca (o mesmo bilhete e coordenação de partidas), o cais no continente é longe (demasiado para deslocação a pé) do apeadeiro Refer de Pedras d’el Rei, que foi, de resto, eliminado. Desde então, o Apeadeiro de Luz, a cerca de 3 km, passou a ser o mais próximo ponto de acesso à Linha do Algarve.